# Мендзиход
Мендзиход или Мендзѝхуд (на полски: Międzychód; на немски: Birnbaum) е град в Западна Полша, Великополско войводство. Административен център е на Мендзиходски окръг, както и на градско-селската Мендзиходска община. Заема площ от 6,98 км2.